# 青木精一
青木 精一（あおき せいいち、1883年（明治16年）4月19日 - 1945年（昭和20年）4月14日）は、日本のジャーナリスト・政治家で立憲政友会→昭和会→立憲政友会革新同盟所属の衆議院議員。

## 経歴
群馬県南勢多郡板橋村（新里村を経て現桐生市）出身。正教神学校を卒業。日露戦争に召集され従軍。日本電報通信社記者となり、シベリア出兵の際には浦塩派遣軍司令部附従軍記者を務めた。その他、大阪新報社東京支局長、中央新聞社政治部長を歴任した。
1924年（大正13年）、第15回衆議院議員総選挙に出馬し当選。以後、当選回数は7回を数えた。
政友会に所属し、1927年（昭和2年）には、議会乱闘事件に関与したとして傷害の容疑で起訴。同年12月16日に罰金三百円の判決を受けている。また、1934年（昭和9年）に発足した岡田内閣で逓信政務次官を務めた。1935年（昭和10年）には政友会を離党し昭和会の結党に参加した。1937年（昭和12年）に昭和会が解党すると院内会派の第一議員俱楽部に所属し（院外では無所属）、1939年（昭和14年）に政友会が分裂すると旧昭和会の政友会出身者とともに中島知久平が総裁を務める政友会革新同盟に復党した。
1945年（昭和20年）4月14日、空襲により淀橋区で死亡。